# آر تي الألمانية
آر تي الألمانية (بالألمانية: RT Deutsch) هي قناة آر تي الناطقة باللغة الألمانية، تغطي أحداث ألمانيا والأحداث العالمية من منظور دولي وروسي، مقرها في برلين، وهي جزء من شبكة آر تي وهي شبكة إخبارية تلفزيونية عالمية متعددة اللغات ومقرها موسكو وممولة من الحكومة الروسية، تم إطلاق الموقع في أواخر عام 2014.

## التاريخ
في عام 2013، بدأت آر تي كشركة تابعة تدعى روبتلي، وهي وكالة أنباء تلفزيونية مقرها في برلين لديها 25 مكتبا حول العالم بما في ذلك واشنطن ودمشق ولندن ومدريد وغزة والقاهرة.
في 6 نوفمبر 2014، أطلقت آر تي شبكتها باللغة الألمانية، وكان أول بث باللغة الألمانية من مجلة آر تي ديوتسش، قدمها
جاسمين كوسوبيك، بدءا من خمسة عروض أسبوعيا ثم تم تخفيض هذا العدد إلى ثلاثة في سبتمبر 2015 وإلى عرض واحد في فبراير.

## برامج
- «دير فلنده بارت» مقدم من جاسمين كوسوبيك.[1]
- "451 °" قدمه رضا عبادي.[2]
- «إينمال في روسلاند».[3]

## انتقادات
- في هاندلسبلات، اختتم أندرياس ماتشو بعد التحقيق في برنامج الفرع الألماني من آر تي في نوفمبر 2014، وخلاصة القول هو أن «آر تي ألمانيا تنشر المزيد من الأكاذيب والتخفيضات والتشوهات...»
- لخص داي تاغزيتونغ اختيار المحاورين في الأسابيع الأولى من آر تي ألمانيا مع «المعارضين المناهضين للولايات المتحدة والأوروبية للهامشين الأيمن والأيسر» معا.
- في فبراير/شباط 2016، أطلق موظف سابق اسمه رت ديوتسش «دعاية ماهرة» وادعى أنهم يركزون على جمهور من منظري المؤامرة والأشخاص في أقصى يمين الطيف السياسي.

## وصلات خارجية
- RTdeutsch.com
- RT Deutsch Channel on يوتيوب
- RT Deutsch Page on تويتر